# Aldeias Altas
Aldeias Altas este un oraș în unitatea federativă Maranhão, Brazilia.